# Covenant (album d'UFO)
Pour les articles homonymes, voir Covenant.
Albums de UFO
Walk on Water
(1995) Sharks
(2002)
Covenant est le quinzième album studio du groupe de hard rock anglais UFO. Il est paru le 25 juillet 2000 sous forme de double compact Disc sur le label allemand SPV GmbH/Steamhammer Records. Retour de Michael Schenker qui avait quitté le groupe au milieu de la tournée de promotion de l'album Walk on Water.

## Historique
Il a été enregistré en 2000 majoritairement dans les studios Prairie Sun Recording Studios de Cotati en Californie avec des enregistrements additionnels effectués aux studios LCM de Novato près de San Francisco. L'album a été produit par le groupe et Mike Varney.
Petit changement de personnel dans le groupe, Andy Parker avait quitté UFO à la fin de l'enregistrement de Walk on Water et est remplacé par Aynsley Dunbar sur les titres studios et Simon Wright sur les titres live. Paul Raymond avait lui aussi quitté le groupe en 1997 et ne figure donc que sur les enregistrements en public.
Cet album se classa à la 20e place de l'UK Rock and Metal Chart au Royaume-Uni et à la 53e place de l' album Top 100 allemand.

## Liste des titres

### CD 1: Covenant
- Tous les titres sont signés par Phil Mogg et Michael Schenker sauf indications

1. Love Is Forever - 4:22
2. Unraveled (Mogg / Pete Way) - 4:16
3. Miss the Lights - 4:43
4. Midnight Train - 4:55
5. Fool's Gold - 5:35
6. In the Middle of Madness - 3:47
7. The Smell of Money - 3:42
8. Rise Again (Mogg / Way) - 4:27
9. Serenade - 4:58
10. Cowboy Joe - 4:13
11. The World and His Dog - 3:34

### CD 2: Live USA
- Tous les titres sont signés par Phil Mogg et Michael Schenker sauf indication

1. Mother Mary - 3:52
2. This Kid's - 4:07
3. Let It Roll - 4:41
4. Out in the Streets (Mogg /Way) - 5:07
5. Venus - 4:51
6. Pushed to the Limit - 4:07
7. Love to Love - 7:16

- Sur la pochette et sur le Cd, l'ordre des titres est incorrect.

## Musiciens

### CD 1
- Phil Mogg: chant
- Pete Way: basse
- Michael Schenker: guitares
- Aynsley Dunbar: batterie, percussions
- Kevin Carlson: claviers
- Jesse Bradman et Luis Maldonado: chœurs

### CD 2
- Phil Mogg: chant
- Pete Way: basse
- Michael Schenker: guitares
- Paul Raymond: claviers, guitare rythmique
- Simon Wright: batterie, percussions

## Charts
| Pays                                  | Durée du classement | Meilleur classement | Date         |
| ------------------------------------- | ------------------- | ------------------- | ------------ |
| Allemagne (GfK Entertainment)         | 1 semaine           | 53e                 | 7 août 2000  |
| Royaume-Uni (UK Rock and Metal Chart) | 4 semaines          | 20e                 | 20 août 2024 |